# Antivaleria
Antivaleria é um gênero de traça pertencente à família Arctiidae.